# Władysław Pałka (adwokat)

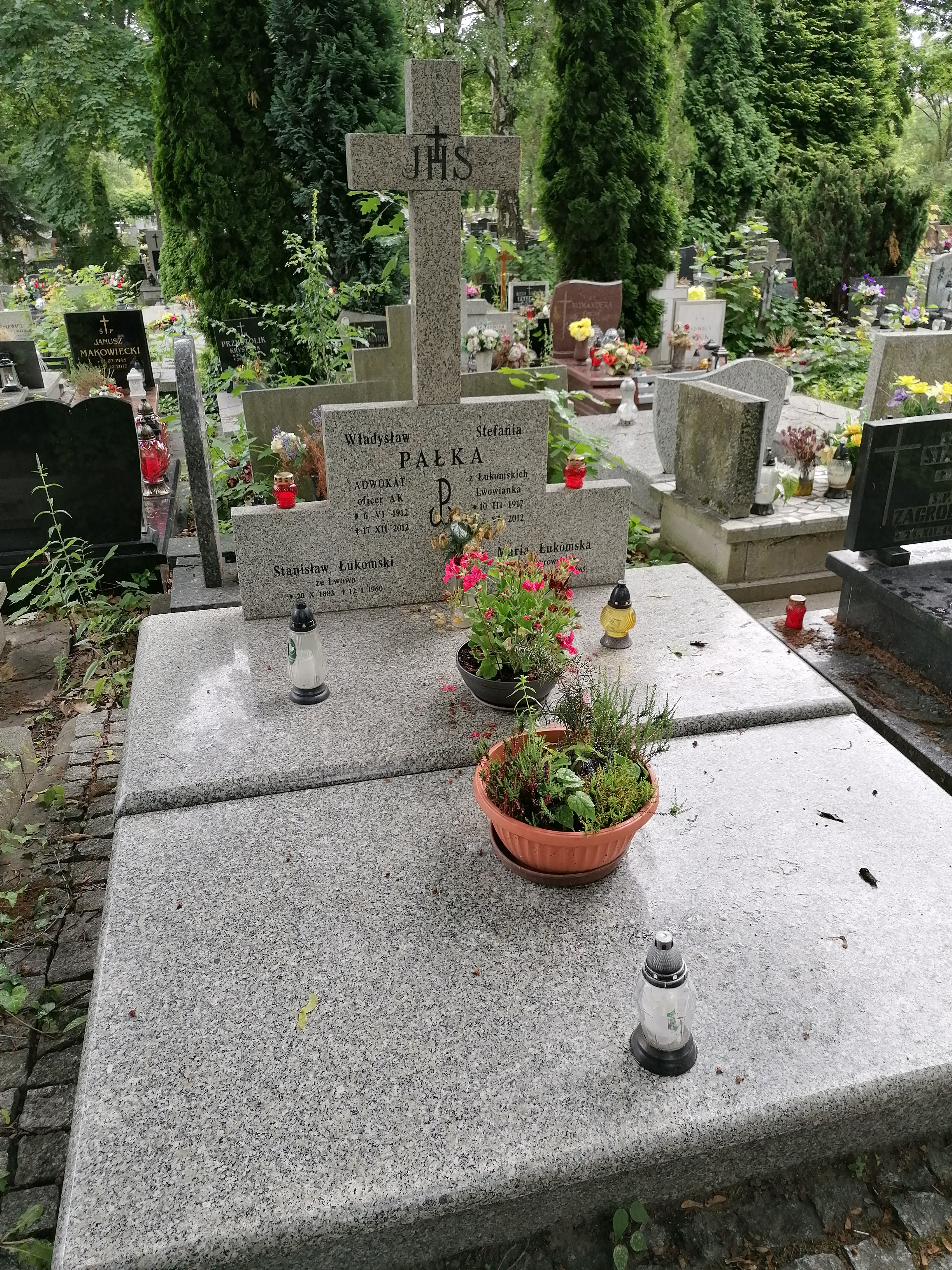
Grób Władysława Pałki w Katowicach

Władysław Pałka, ps. Zdzisław, Karaś, Rygor (ur. 6 czerwca 1912 w Mrowli, zm. 18 grudnia 2012) – polski adwokat, oficer AK.

## Biografia
Władysław Pałka urodził się w Mrowli na Rzeszowszczyźnie. Po ukończeniu gimnazjum w Rzeszowie studiował prawo oraz nauki ekonomiczno-administracyjne na Uniwersytecie im. Jana Kazimierza we Lwowie. Studia ukończył w 1935 roku. Następnie odbył służbę wojskową w Dywizyjnym Kursie Podchorążych Rezerwy Piechoty w Tarnopolu. W 1936 rozpoczął aplikację we Lwowie. Był tez zatrudniony w Izbie Skarbowej i Urzędzie Wojewódzkim we Lwowie. Oddelegowano go na pewien okres do Stanisławowa, gdzie pełnił obowiązki wicestarosty. Po wybuchu II wojny światowej przebywał w Mrowli, prowadząc działalność konspiracyjną i wywiadowczą. Był oficerem SZP, a później ZWZ AK. 1 marca 1944 roku mianowany  szefem wywiadu i kontrwywiadu wojskowego Inspektoratu AK Rzeszów. Zarządzana przez Pałkę grupa rozpracowała niemieckie doświadczenia z bronią V-1 i V-2 na poligonie w Bliźnie. Od 1945 roku był Dyrektorem PZP (Urząd Likwidacyjny), operując na Górnym Śląsku, będąc współpracownikiem ppłk Łukasza Cieplińskiego, prezesa WiN.
Po wojnie zdał egzamin adwokacki 14 marca 1959 roku. Wpisaniu na listę Izby Adwokackiej w Katowicach sprzeciwiał się komunistyczny minister sprawiedliwości. Ponownie odbył aplikację. Ostatecznie ślubowanie złożył 6 lipca 1964 roku. Jako adwokat pracował w latach 1964–1983, jako prawnik-cywilista do 2002 roku. Zmarł 18 grudnia 2012. Został pochowany na cmentarzu przy ul. Francuskiej w Katowicach.

## Odznaczenia
- Srebrny Krzyż Zasługi z Mieczami[1]
- Krzyż Walecznych[1]
- Złoty Krzyż Zasługi[1]